# Троицкий монастырь (Казань)
Троице-Сергиев монастырь Казанского кремля был основан в 1553 году иноками Троице-Сергиевой лавры и просуществовал до конца XVIII века. 
Монастырь располагался в центре кремля, севернее Спасо-Преображенского монастыря, между Преображенской и Глухой четвероугольной башнями, на том месте, где впоследствии были построены здание Юнкерского училища (1840) и мечеть Кул-Шариф (2005).

## История

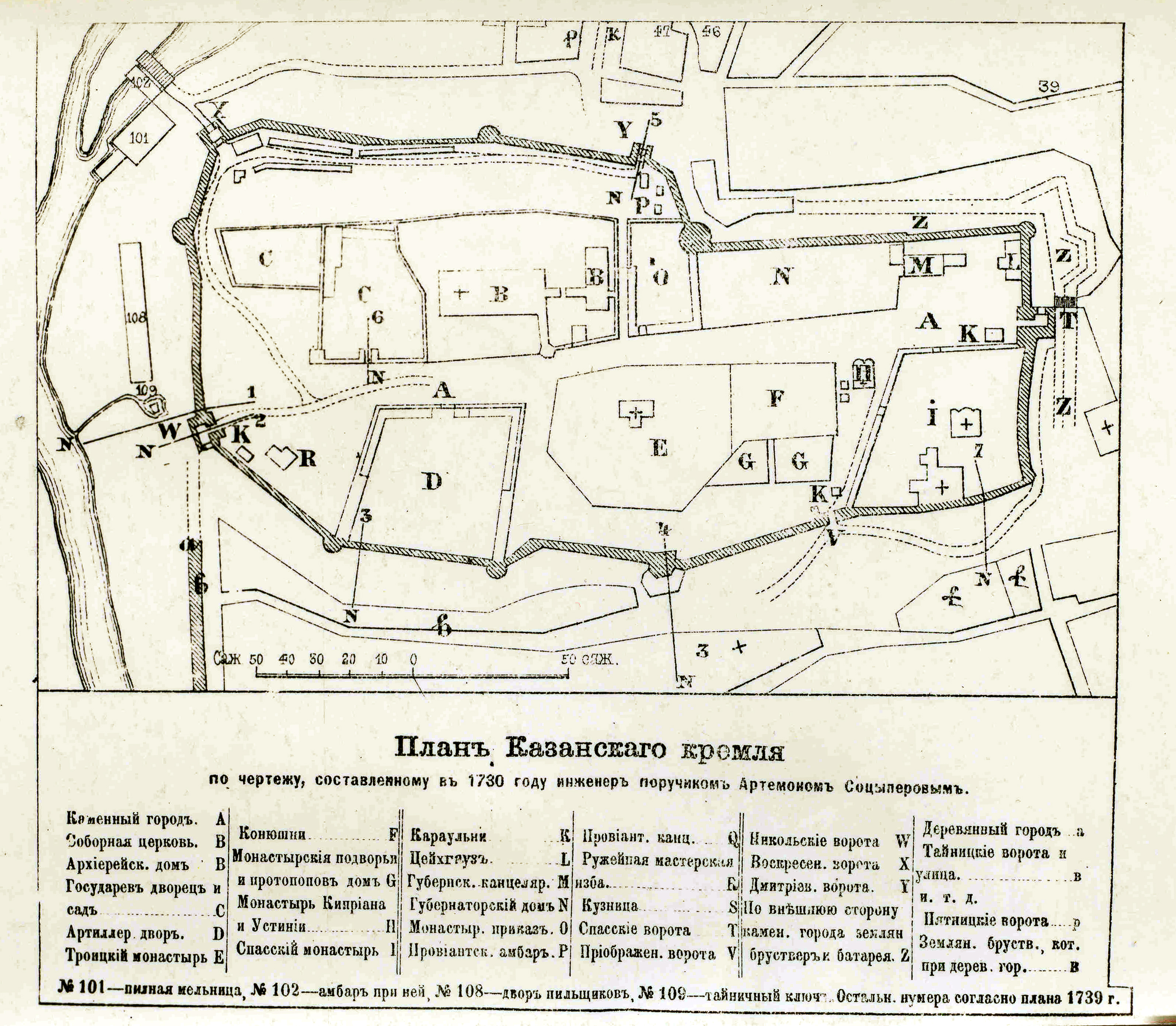
План Казанского кремля 1730 года, с указанием Троицкого монастыря

Подмосковная Троице-Сергиева лавра имела многочисленные подворья по всей стране, и первоначально казанский Троицкий монастырь в Казанском кремле имел статус лаврского подворья (в Свияжске Троицкое подворье появилось годом раньше), а впоследствии всегда считался приписным к Троице-Сергиевой лавре.
Основание и выбор места монастыря связывают с чудесным явлением преподобного Сергия накануне взятия города, о чём свидетельствует «История Казанского царства» («Казанский Летописец») и устные предания.
Об истории Троицкой обители известно немного. Самая древняя церковная утварь была пожертвована монастырю Троице-Сергиевой лаврой. В сравнении с соседним Спасо-Преображенским монастырем, Троицкий всегда был небогатым, не обладал обширными земельными угодьями.
1 февраля 1553 года Троицкий монастырь получил грамоту на двор в Казани и на загородное место для клеймения лошадей. Летом 1553 года для обители была отведена небольшая территория в кремле «едучи к Спасским воротам» около Тезицкого оврага, где вскоре были возведены кубовидная по форме церковь Сергия Радонежского и зимняя Троицкая церковь. Монастырь граничил с дворами «дворян-годовальщиков», которые приезжали на годовую государеву службу в Казань, строили дворы, а после окончания срока службы продавали их преемникам . Со временем монастырь получил в дар и приобрел около восьми соседних дворов.
Известно, что на Троицком погосте нашёл упокоение третий казанский архиепископ Тихон (Хворостинин) (позднее святитель был перезахоронен в подклете кафедрального Благовещенского собора Казанского кремля, рядом с другими казанскими архипастырями).

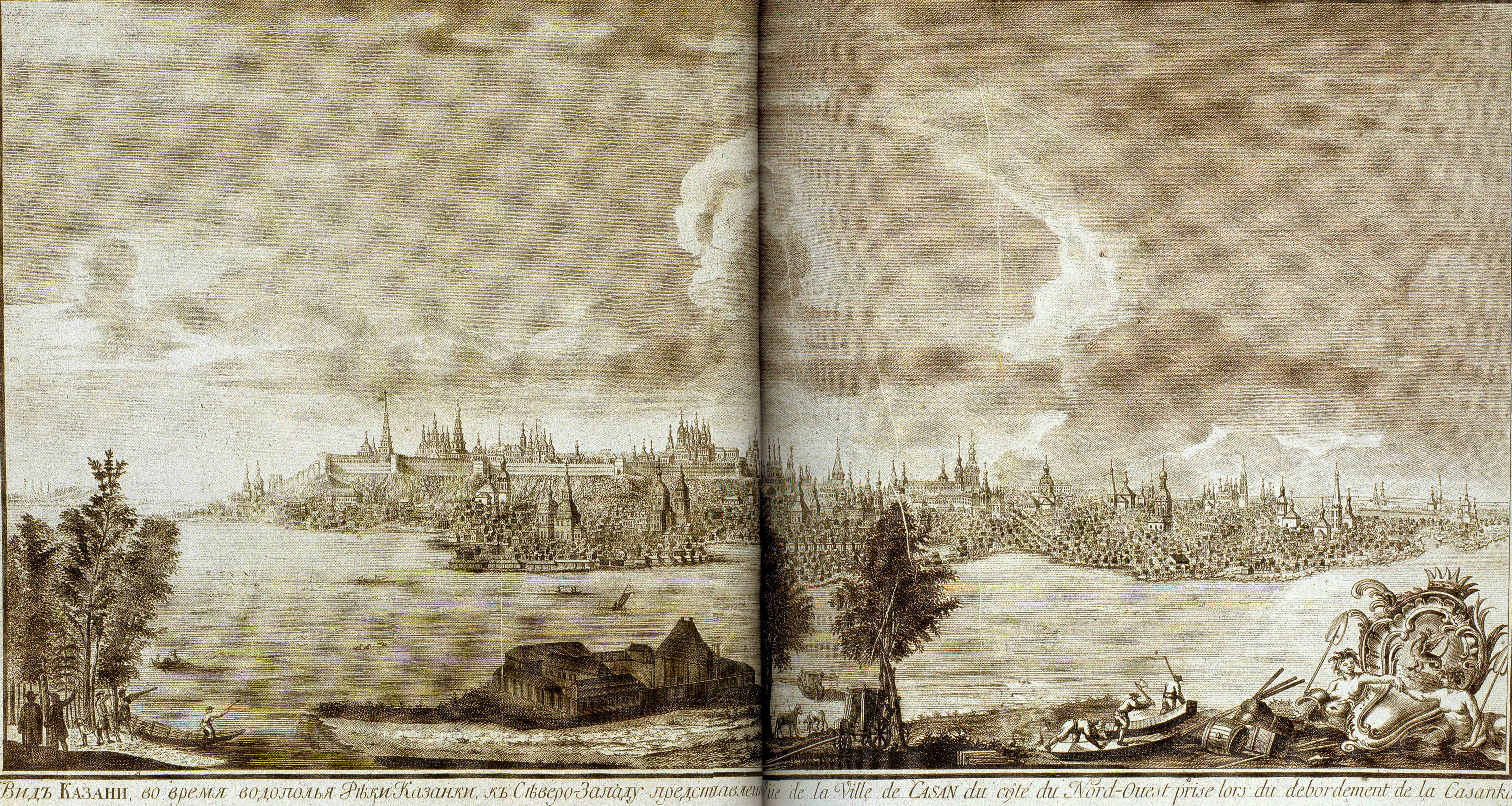
Троицкий монастырь на гравюре Н.Ф. Челнакова, XVIII век

В 1764 году, во время управления Казанской епархией архиепископа Вениамина Пуцек-Григоровича, по указу императрицы Екатерины II была проведена секуляризация церковных земель, были закрыты сотни монастырей по всей России. В этот период в Казанской епархии были закрыты 11 мужских монастырей: Троицкий в Свияжске, Макарьевская пустынь под Свияжском, Троицкий в Елабуге, Сретенский в Чебоксарах, Вознесенский в Цивильске, Казанско-Богородицкий в Ядрине, Жадовская пустынь под Симбирском, Спасо-Юнгинский в нынешнем Горномарийском районе Республики Марий Эл, Покровский в Кукарской слободе, Соловецкая пустынь под Симбирском, Троицкий в Сызранском уезде. Были также закрыты 7 женских монастырей: Успенский в Казани (крупнейший в епархии, храм был снесен в 1970-х гг., на его месте сейчас КРЦ Пирамида), Никольский в Казани (при Николо-Ляпуновской церкви, храм снесен после 1917 года, на его месте сейчас Академия наук Республики Татарстан), Никольский в Чебоксарах, Благовещенский в Чебоксарах, Михаило-Архангельский в Ядрине, Троицкий в Царевококшайске, Успенский в Кукарской слободе …
В первую очередь упразднению подлежали приписные монастыри, поэтому Троицкий монастырь попал в список упраздняемых обителей и завершил своё более чем двухсотлетнее существование. Пожар 1774 г., произошедший во время штурма кремля Емельяном Пугачевым довершил разрушение монастырского ансамбля. В 1787 году Казанский архиепископ Амвросий (Подобедов) предписал за ветхостью разобрать Троицкий храм: иконостас,иконы, и утварь были переданы в кафедральный Благовещенский собор, а кирпич передан Казанской Духовной семинарии. 
На территории бывшего монастыря после пожара располагался арсенал пушечного двора, деятельность которого была в свою очередь прекращена в связи с большим казанским пожаром в сентябре 1815 года. Часть территории Троицкого монастыря передана под конюшенные дворы и фруктовый сад Спасо-Преображенского монастыря. 
C 1825 по с 1837 г. на месте монастыря была выстроена школа батальонных военных кантонистов, которая функционировала до 1866 г. В 1866 г. вместо школы кантонистов было основано Казанское Юнкерское училище, просуществовавшее до 1917 года. 
В советский период до 1994 г. на территории быв. Троицкого и Спасского монастырей располагалась воинская часть.
В настоящее время в здании бывшего Юнкерского училища находится Национальная художественная галерея «Хазинэ», во дворе которой в 2005 г. возведена мечеть Кул-Шариф. В 1996 - 2003 гг., когда в связи со строительством фундамента новой мечети остатки древнего монастырского погоста были утрачены, на территории бывшего Троице-Сергиевского монастыря проводились масштабные археологические раскопки, организованные государственным историко-архитектурным и художественным музеем-заповедником «Казанский Кремль» и главным управлением государственного контроля, охраны и использования памятников истории и культуры при Министерстве культуры Республики Татарстан под общим руководством доктора исторических наук Ф.Ш.Хузина и сотрудников научно-исследовательской группы «Археология Казанского кремля», созданной при национальном центре археологических исследований Института языка, литературы и истории им. Г. Ибрагимова Академии наук Республики Татарстан (ныне Институт истории АН РТ). Археологи выявили Троицкий погост XVI – XVII площадью до 4500 кв.м. 
Часть захоронений по-видимому была перенесена в Успенский Зилантов монастырь и часовню Всемилостивого Спаса при церкви Ярославских чудотворцев, по другим данным монастырское кладбище из нескольких сот захоронений было ликвидировано в 1997 гг. «без всякого уведомления сторон, заинтересованных в нормальном перезахоронении этих погребений». 